# Ash-Kushchu
Ash-Kushchu (ryska: Ашагы Кушчу) är en ort i Azerbajdzjan.   Den ligger i distriktet Tovuz Rayonu, i den västra delen av landet, 400 kilometer väster om huvudstaden Baku. Ash-Kushchu ligger 470 meter över havet och antalet invånare är 8 702.
Terrängen runt Ash-Kushchu är platt åt nordost, men åt sydväst är den kuperad. Runt Ash-Kushchu är det ganska tätbefolkat, med 78 invånare per kvadratkilometer.. Närmaste större samhälle är Qovlar, 4,5 kilometer öster om Ash-Kushchu.
Trakten runt Ash-Kushchu består till största delen av jordbruksmark.